# Geraz do Minho
Geraz do Minho is een plaats (freguesia) in de Portugese gemeente Póvoa de Lanhoso en telt 548 inwoners (2001).

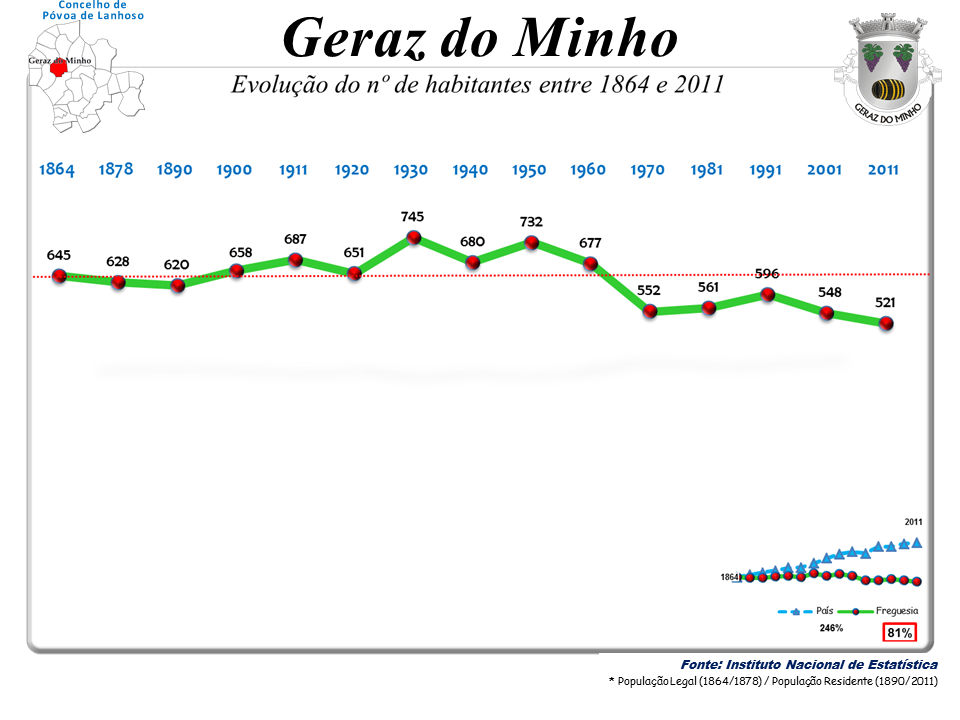
Bevolkingsontwikkeling tussen 1864 en 2011